# رباط عضدي مستعرض
الرباط العضدي المستعرض أو رباط برودي وهو رباط عريض يربط الحديبة الأصغر والحديبة الاكبرلعظم العضد. من خلال إحاطته بالأخدود ذو الرأسين، فإنه يعمل على تثبيت الرأس الطويل لوتر العضلة ذات الرأسين داخل الأخدود ثنائي الرأس.